# Cursa Amstel Gold 2022
Cursa Amstel Gold 2022 a fost ediția a 56-a cursei de ciclism Cursa Amstel Gold, cursă de o zi. S-a desfășurat pe data de 10 aprilie 2022 și face parte din calendarul UCI World Tour 2022. Cursa a avut o lungime de 254,1 de kilometri, a pornit din Maastricht și s-a încheiat la Fauquemont.

## Echipe
Toate cele 18 echipe din UCI WorldTeams au fost invitate în mod automat și au fost obligate să participe la cursă. Patru echipe au primit wild card-uri.

### Echipe UCI World
| - AG2R Citroën Team - Astana Qazaqstan Team - Bora–Hansgrohe - Cofidis - EF Education–EasyPost - Groupama–FDJ - Ineos Grenadiers - Intermarché–Wanty–Gobert Matériaux - Israel–Premier Tech | - Lotto Soudal - Movistar Team - Quick-Step Alpha Vinyl Team - Team Bahrain Victorious - Team BikeExchange - Team DSM - Team Jumbo–Visma - Trek-Segafredo - UAE Team Emirates |  |

### Echipe continentale profesioniste UCI
| - Alpecin-Fenix - Arkéa-Samsic - B&B Hotels p/b KTM - Bardiani-CSF-Faizanè | - Bingoal-WB - Sport Vlaanderen-Baloise - Total Direct Énergie |  |

## Rezultate
| Loc | Concurent            | Echipă                  | Timp       |
| --- | -------------------- | ----------------------- | ---------- |
| 1   | Michał Kwiatkowski   | Ineos Grenadiers        | 6h 01' 19" |
| 2   | Benoît Cosnefroy     | AG2R Citroën Team       | +0"        |
| 3   | Tiesj Benoot         | Team Jumbo–Visma        | +10"       |
| 4   | Mathieu van der Poel | Alpecin-Fenix           | +20"       |
| 5   | Alexander Kamp       | Trek-Segafredo          | +20"       |
| 6   | Kasper Asgreen       | Quick-Step Alpha Vinyl  | +20"       |
| 7   | Michael Matthews     | Team BikeExchange-Jayco | +20"       |
| 8   | Stefan Küng          | Groupama–FDJ            | +20"       |
| 9   | Marc Hirschi         | UAE Team Emirates       | +20"       |
| 10  | Dylan Teuns          | Team Bahrain Victorious | +20"       |

## Legături externe
- en Site web oficial
- Cursa Amstel Gold 2022 – ProCyclingStats